# شاهزاده داود
شاهزاده حسين داود (بالأردوية: شہزادہ داؤد)‏؛ ( فبراير 1975 - ق. 18 يونيو 2023) رجل أعمال ومستثمر باكستاني-بريطاني، كان داود وابنه سليمان على متن الغواصة تيتان، التي اختفت في 18 يونيو 2023 وانفجرت أثناء محاولتها الوصول إلى حطام تيتانيك.

## النشأة والتعليم
شاهزاده هو ابن حسين داود [الإنجليزية]، حاصل على ليسانس الحقوق [الإنجليزية] من جامعة باكنغهام وماجستير في تسويق المنسوجات العالمي من جامعة فيلادلفيا (الآن جامعة توماس جيفرسون).

## حياة مهنية
شغل منصب نائب رئيس شركة إنغرو [الإنجليزية] وكان مديرًا لـمؤسسة داوود هرقل [الإنجليزية]. وكان عضوًا في مجلس إدارة شركة إنغرو [الإنجليزية] منذ عام 2003، وأصبح نائب الرئيس الشركة في أكتوبر 2021، قبل ذلك ، شغل منصب نائب رئيس مؤسسة داوود هرقل، ولقد استثمر في إيجاد فرص للنمو من خلال عمليات الدمج والاستحواذ في المنسوجات والأسمدة والأغذية والطاقة في الشركات العامة. شارك في المنتدى الاقتصادي العالمي في عدة مناسبات، وفي الأمم المتحدة في عام 2020 بمناسبة اليوم العالمي للمرأة والفتاة في العلوم.

## حياته الشخصية
كان متزوجا من كريستين داود وأنجب منها سليمان (2004-2023) وألينا. أصبح داود مواطنًا مالطيًا في عام 2016، من خلال برنامج المستثمر الفردي. تشير تقارير إعلامية إلى أن داود كان لديه اهتمام كبير باستكشاف الموائل الطبيعية والطاقات المتجددة. وقد وُصِف بأنه "من عشاق التصوير الفوتوغرافي"، وشغوفًا بشكل خاص بتصوير الحياة البرية واستكشاف الموائل الطبيعية المختلفة.

### سليمان
سليمان شاهزاده داود (بالأردوية: سلیمان داؤد)‏، هو طالب جامعة بريطاني-باكستاني لإدارة الأعمال، فقد مع أربعة آخرين، بما في ذلك والده في حادثة غواصة تيتان عام 2023، ولد سليمان في لاهور عام 2004، وكان سليمان طالبًا في جامعة ستراثكلايد، درس سابقًا في مدارس أيه سي إس الدولية في كوبهام، ساري.

## الوفاة
غادر داود وعائلته مكان إقامتهم في لندن وسافروا إلى كندا لمدة شهر واحد، بسبب "سنوات من الشغف بالعلم والاكتشاف"، شرع شاهزادة وابنه سليمان في الغوص بغواصة تيتان لمشاهدة حطام تيتانيك، التي غرقت في شمال المحيط الأطلسي في عام 1912 بعد أن اصطدمت بجبل جليدي، بدأ الغوص، الذي ينقل المسافرين إلى عمق 12500 قدم، في صباح يوم 18 يونيو 2023 وكان من المتوقع أن يستمر ثماني ساعات. وبعد حوالي ساعة ونصف من بدء الغوص، فقدت الغواصة تيتان الاتصال بالسفينة CCGS [الإنجليزية]. حيث تضمنت مهام البحث والإنقاذ دعمًا مائيًا وجويًا من الولايات المتحدة وكندا وفرنسا.
وفي 22 يونيو 2023، أكد خفر السواحل الأمريكي أنهم عثروا على حطام على بعد 1600 قدم تقريبًا من محيط تيتانيك "بما يتفق مع خسارة كارثية لغرفة الضغط"، وخلصوا إلى أن الركاب على متن تيتان - داود وابنه، وكذلك هاميش هاردينغ ، وبول هنري نارجوليت، والرئيس التنفيذي لشركة أوشان غيت، ستوكتون راش، قد توفوا جميعاً.